# (3334) Somov
(3334) Somov – planetoida z pasa głównego okrążająca Słońce w ciągu 4 lat i 296 dni w średniej odległości 2,85 j.a. Została odkryta 20 grudnia 1981 roku w Obserwatorium Kleť w pobliżu Czeskich Budziejowic przez Antonína Mrkosa. Nazwa planetoidy pochodzi od Michaiła M. Somowa (1908-1973), szefa pierwszej rosyjskiej ekspedycji antarktycznej podczas Międzynarodowego Roku Geofizycznego. Przed nadaniem nazwy planetoida nosiła oznaczenie tymczasowe (3334) 1981 YR.